# Jon Garaño
Pour les articles homonymes, voir Garaño.
Jon Garaño, né à Ergobia en 1974, est un réalisateur, scénariste et monteur basque espagnol.

## Filmographie partielle

### Comme réalisateur

#### Au cinéma
- 2001 : Despedida (court métrage)
- 2004 : Sahara Marathon (documentaire)
- 2006 : Miramar Street (court métrage)
- 2008 : FGM (court métrage documentaire)
- 2008 : On the Line (court métrage)
- 2009 : Asämara (court métrage documentaire)
- 2010 : Perurena
- 2010 : 80 Jours (80 Egunean)
- 2010 : El método Julio (court métrage documentaire)
- 2011 : Urrezko Eraztuna (court métrage)
- 2014 : Loreak
- 2017 : Handia
- 2019 : Une vie secrète (La trinchera infinita)
- 2024 : Marco, l'énigme d'une vie

#### À la télévision
- 2004 : Wide Angle (série TV)
- 2005 : The Dragon House (TV)

## Distinction
- Festival international du film de Saint-Sébastien 2019 : Coquille d'argent du meilleur réalisateur pour Une vie secrète[1]